# 小行星6941
小行星6941（6941 Dalgarno）是一颗绕太阳运转的小行星，为主小行星带小行星。该小行星于1976年12月16日发现。它是以亚历山大·达尔加诺的名字命名的。

## 轨道参数
小行星6941的轨道半长轴为2.7834826 UA，离心率为0.192。